# ライアン・エリアス
ライアン・エリアス（Ryan Elias、1995年1月7日 - ）は、プロ14スカーレッツに所属するラグビー選手。

## プロフィール
- ウェールズ・カーマーゼン出身。
- ポジションはフッカー(HO)。
- 身長 185cm、体重 104kg
- U20ウェールズ代表に選ばれた[1]。
- ウェールズ代表キャップは17（2021年1月現在）でラグビーワールドカップ2019のウェールズ代表に選ばれた。

## 略歴
カーマーゼン・クインズを経て、2013年、スカーレッツに加入。